# Clarias ebriensis
Clarias ebriensis är en fiskart som beskrevs av Pellegrin 1920. Clarias ebriensis ingår i släktet Clarias och familjen Clariidae. IUCN kategoriserar arten globalt som livskraftig. Inga underarter finns listade i Catalogue of Life.